# NGC 5148
NGC 5148 (другие обозначения — MCG 1-34-21, ZWG 44.86, PGC 47060) — галактика в созвездии Дева.
Этот объект входит в число перечисленных в оригинальной редакции «Нового общего каталога».